# جائزة غرامي لأفضل أداء بوب ثنائي/مجموعة
جائزة غرامي لأفضل أداء بوب ثنائي أو مجموعة (Grammy award for best pop due/group performance) هي جائزة تقدم ضمن حفل توزيع جوائز الغرامي.تم إقرارها للمرة الأولي سنة 1958 في إطار النسخة الأولي الجائزة.
| السنة[I] | الفائز                                 | العمل                 | الترشيح | المراجع |
| -------- | -------------------------------------- | --------------------- | --- | ------- |
| 2012 ‏    | Tony Bennett and آمي واينهاوس /        | "Body and Soul ‏"      | - "Dearest" – The Black Keys - "Paradise" – كولدبلاي - "Pumped Up Kicks" – فوستر ذا بيبول - "Moves Like Jagger" – مارون 5 featuring كريستينا أغيليرا                                                                          | [ 1 ]   |
| 2013 ‏    | featuring كيمبرا /                     | "شخص اعتدت أن أعرفه ‏" | - "Shake It Out" – فلورنس اند ذا مشين - "We Are Young" – Fun featuring جانيل موناي - "Sexy and I Know It" – إل إم إف أي أو - "Payphone" – مارون 5 featuring ويز خليفة                                                         | [ 2 ]   |
| 2014 ‏    | , فاريل ويليامز and نايل رودجرز ‏ /     | "Get Lucky ‏"          | - "Suit and Tie" – جستين تيمبرلك featuring جي-زي - "Just Give Me a Reason" – Pink featuring نايت رويس - "Stay" – ريانا featuring Mikky Ekko / - "Blurred Lines" – روبن ثيكي featuring تي.آي. and فاريل ويليامز                | [ 3 ]   |
| 2015     | A Great Big World and كريستينا أغيليرا | "Say Something ‏"      | - "Fancy" – إيجي أزيليا featuring شارلي إكس سي إكس / - "A Sky Full of Stars" – كولدبلاي - "Bang Bang ‏" – جيسي جي، أريانا غراندي and نيكي ميناج / - "حصان أسود (أغنية كيتي بيري)" – كيتي بيري featuring جوسي جي                | [ 4 ]   |
| 2016     | مارك رونسون featuring برونو مارس /     | "Uptown Funk"         | - "Ship to Wreck" – فلورنس اند ذا مشين - "Sugar" – مارون 5 - "باد بلود" – تايلور سويفت featuring كيندريك لامار - "أراك مرة أخرى (أغنية ويز خليفة)" – ويز خليفة featuring تشارلي بوث                                           | [ 5 ]   |
| 2017     | توينتي ون بيلوتس                       | "Stressed Out"        | - "Closer" – ذا شينسموكرز featuring هالزي - "7 Years" – لوكاس غراهام - "Work" – ريانا featuring دريك / - "Cheap Thrills ‏" – Sia featuring شون بول /                                                                           | [ 6 ]   |
| 2018     | TBA                                    | TBA                   | - "Something Just Like This" – ذا شينسموكرز and كولدبلاي / - "دسباسيتو" – لويس فونسي and دادي يانكي featuring جاستن بيبر / - "Thunder" – إماجن دراجونس - "Feel It Still" – Portugal. The Man - "Stay" – زيد and أليسيا كارا / | [ 7 ]   |